# Saltar de Lacon-Zori
Saltar de Lacon-Zori fou fill i successor de Torxitori I de Zori com a jutge de Gallura vers el 1113. No es coneix res de la seva vida. El seu successor fou el seu oncle Itocor de Gunale.